# 高橋俊之
高橋 俊之（たかはし としゆき、1962年〈昭和37年〉11月10日 - ）は、日本の厚生・厚生労働官僚。

## 来歴
東京都出身。1986年（昭和61年）10月国家公務員採用Ⅰ種試験（法律）合格。1987年（昭和62年）3月東京大学法学部卒業、4月厚生省入省。
保健医療局精神保健課課長補佐、生活衛生局企画課課長補佐、厚生省大臣官房人事課課長補佐（政務次官秘書官事務取扱）、厚生労働省大臣官房人事課副大臣秘書官事務取扱、厚生労働省大臣官房総務課国会連絡調整官、職業安定局雇用保険課調査官、厚生労働省大臣官房総務課企画官、雇用均等・児童家庭局家庭福祉課長、老健局介護保険計画課長、同局総務課長など歴任。環境庁や岡山県などへ出向し、岡山県保健福祉部保健福祉課長、社会保険庁総務部総務課企画室長、内閣官房内閣参事官（内閣総務官室）、内閣府大臣官房審議官（経済財政運営担当及び経済社会システム担当）、内閣官房内閣審議官（内閣官房副長官補付）など。
2017年（平成29年）7月11日厚生労働省大臣官房年金管理審議官。在任時、過去の社会保険庁など事務処理誤りによる年金過小支給問題を事後処理。
2019年（令和元年）7月9日厚生労働省年金局長。2019年財政検証と2020年（令和2年）年金制度改正（年金制度の機能強化のための国民年金法等の一部を改正する法律案）の立案、国会提出、成立後の施行。
2022年（令和4年）6月28日厚生労働省退職。

## 年譜
- 1987年（昭和62年）
  - 3月 -  東京大学法学部卒業[1]
  - 4月 - 厚生省入省[1]
  - 4月 - 厚生省大臣官房人事課[1]
  - 4月 - 厚生省児童家庭局企画課[1]
- 1989年（平成元年）7月 - 厚生省大臣官房総務課[1]
- 1991年（平成3年）7月 - 環境庁自然保護局企画調整課[1]
- 1993年（平成5年）7月 - 厚生省保険局企画課[1]
- 1994年（平成6年）7月 - 厚生省保健医療局精神保健課課長補佐[1]
- 1996年（平成8年）4月 - 岡山県保健福祉部施設指導課長[1]
- 1997年（平成9年）4月 - 岡山県地域振興部環境保全局自然保護課長[1]
- 1998年（平成10年）4月 - 岡山県保健福祉部保健福祉課長[1]
- 1999年（平成11年）4月 - 厚生省生活衛生局企画課課長補佐[1]
- 2000年（平成12年）7月 - 厚生省大臣官房人事課課長補佐（政務次官秘書官事務取扱）[1]
- 2001年（平成13年）
  - 1月 - 厚生労働省大臣官房人事課副大臣秘書官事務取扱[1]
  - 7月 - 厚生労働省大臣官房総務課国会連絡調整官[1]
- 2002年（平成14年）8月 - 厚生労働省職業安定局雇用保険課調査官[1]
- 2004年（平成16年）7月 - 厚生労働省大臣官房総務課企画官（社会保険庁併任）[1]
- 2006年（平成18年）9月 - 社会保険庁総務部総務課企画室長[1]
- 2008年（平成20年）8月 - 内閣官房内閣参事官（内閣総務官室）[1]
- 2010年（平成22年）7月 - 厚生労働省雇用均等・児童家庭局家庭福祉課長[4]
- 2012年（平成24年）9月 - 厚生労働省老健局介護保険計画課長[4]
- 2013年（平成25年）7月 - 厚生労働省老健局総務課長[4]
- 2015年（平成27年）
  - 10月 - 内閣府大臣官房審議官（経済財政運営担当及び経済社会システム担当）[4]
  - 10月 - 内閣官房内閣審議官（内閣官房副長官補付）[4]
- 2017年（平成29年）7月 - 厚生労働省大臣官房年金管理審議官[6]
- 2019年（令和元年）7月 - 厚生労働省年金局長[2]
- 2022年（令和4年）6月 - 厚生労働省退職[3]